# Zigoitia
Zigoitia (baskisch und offiziell; spanisch Cigoitia) ist eine baskische Gemeinde mit 1.844 Einwohnern (Stand: 2024) in der Provinz Álava im Baskenland in Nordspanien. Die Gemeinde besteht aus den Ortschaften Acosta/Okoizta, Apodaka, Berrikano, Buruaga, Zestafe, Etxaguen, Etxabarri Ibiña, Eribe, Gopegi, Larrinoa,	Letona, Manurga, Mendarozketa, Murua, Olano, Ondategi und Zaitegi.

## Lage
Zigoitia liegt etwa 12 Kilometer nordnordwestlich von der Zentrum der Hauptstadt Álavas, Vitoria-Gasteiz.

## Bevölkerungsentwicklung der Gemeinde
Quelle: INE-Archiv – grafische Aufarbeitung für Wikipedia

## Kultur

### Sehenswürdigkeiten
- Himmelfahrtskirche in Gopegi
- Antoniuskapelle in Murua
- Martinskirche in Manurga
- Laurentiuskirche in Ondategi
- Luzienkapelle in Ondategi
- Bartholomäuskirche in Olano

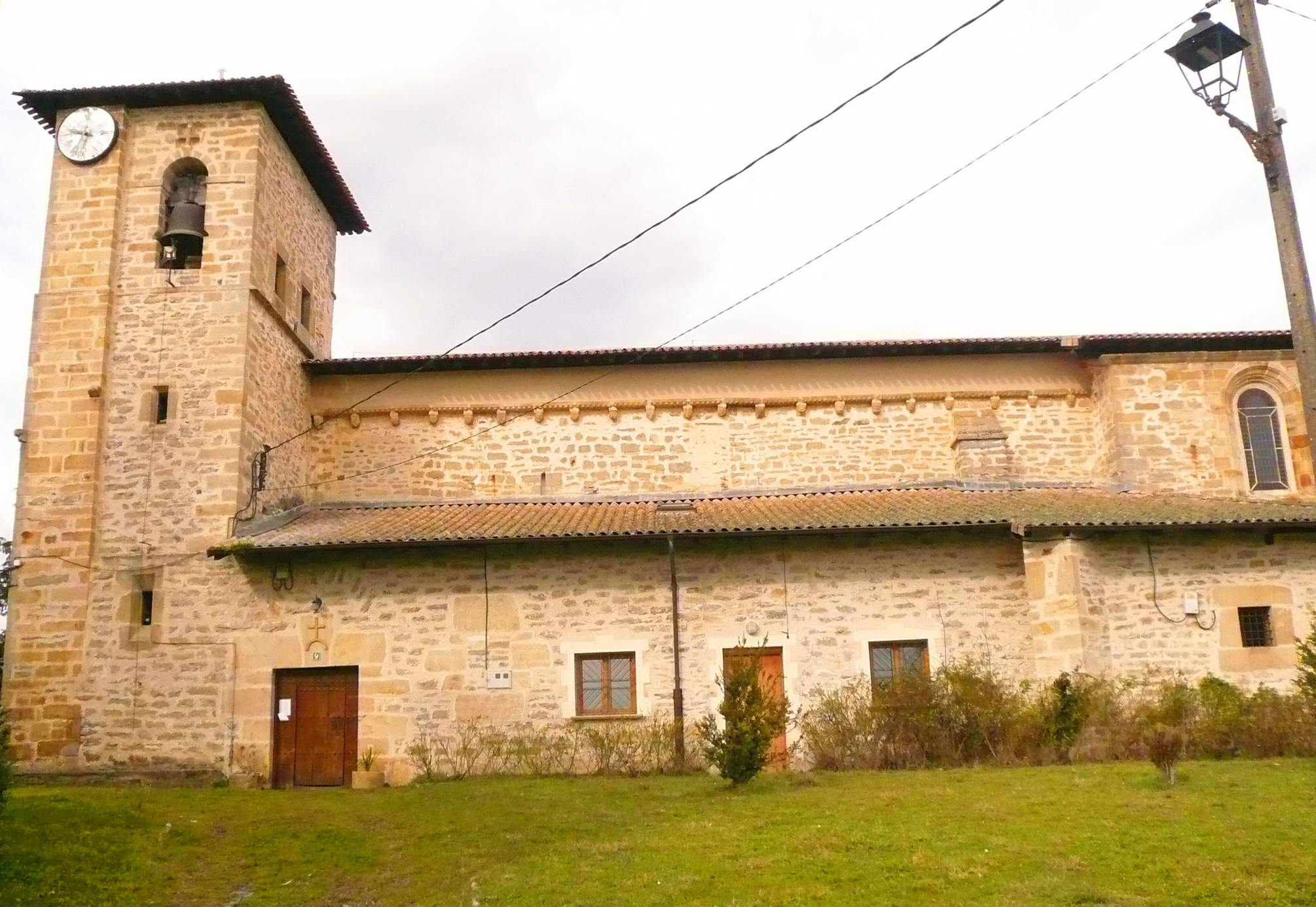
Himmelfahrtskirche
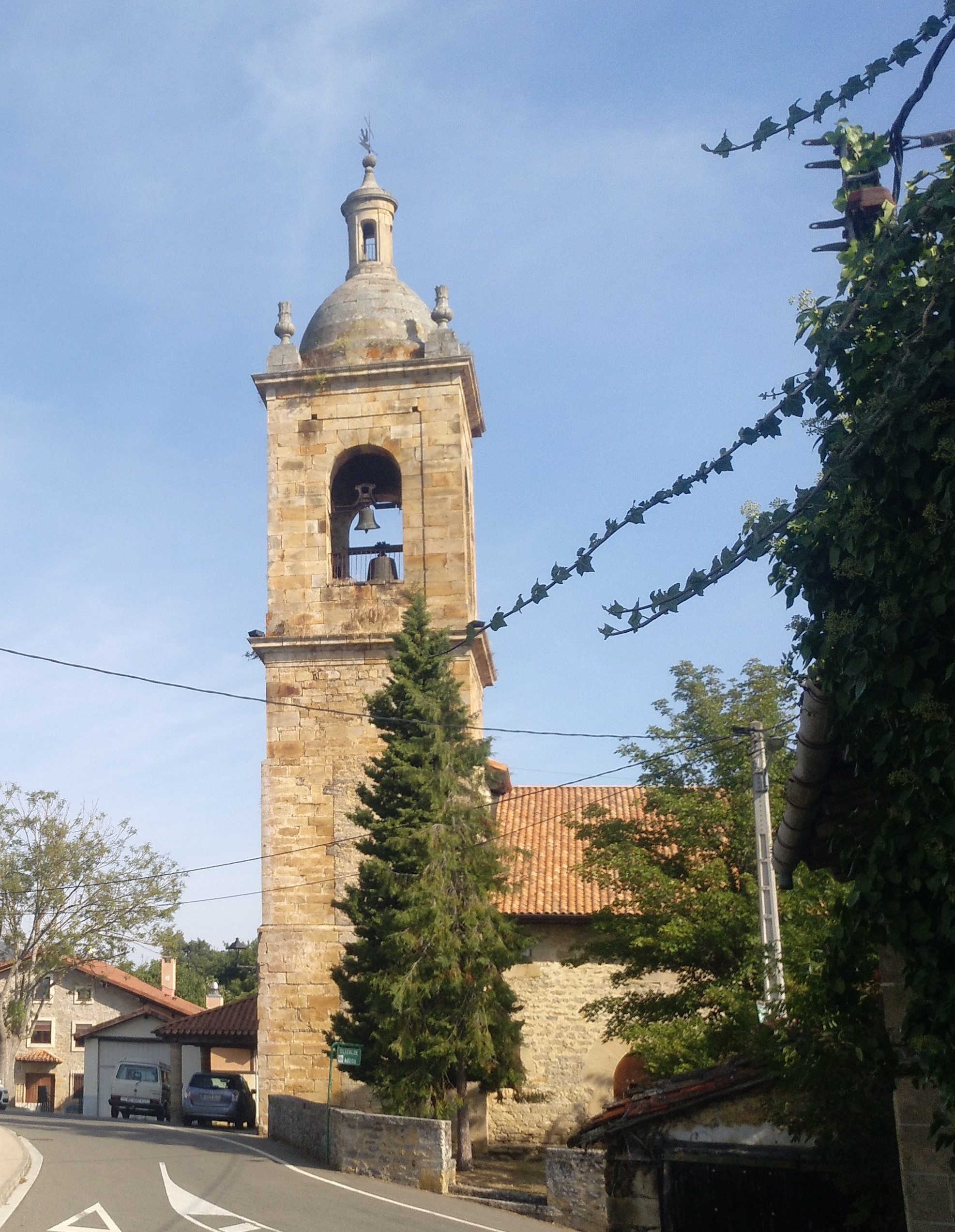
Laurentiuskirche in Ondategi
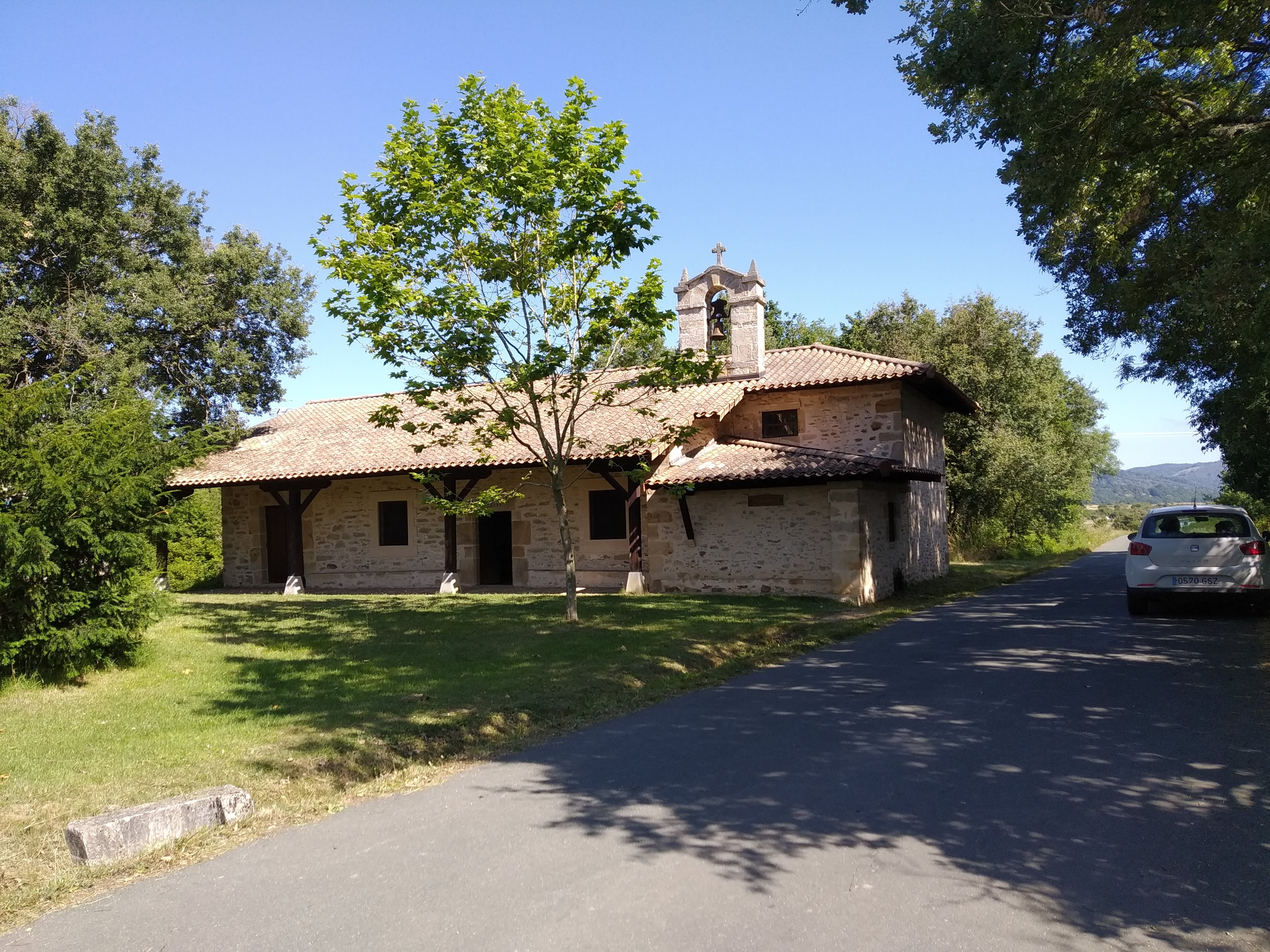
Luzienkapelle in Ondategi
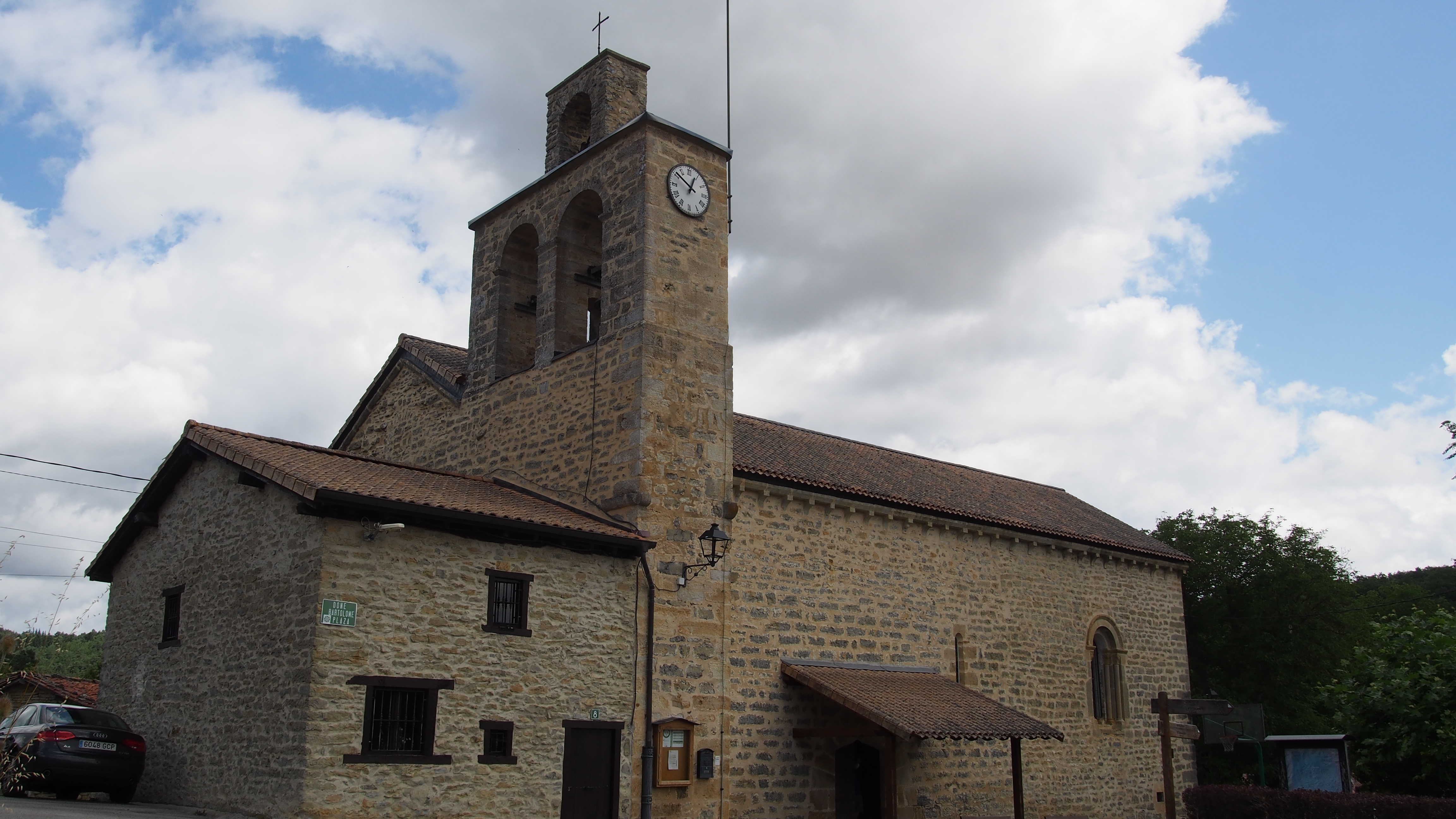
Bartholomäuskirche in Olano
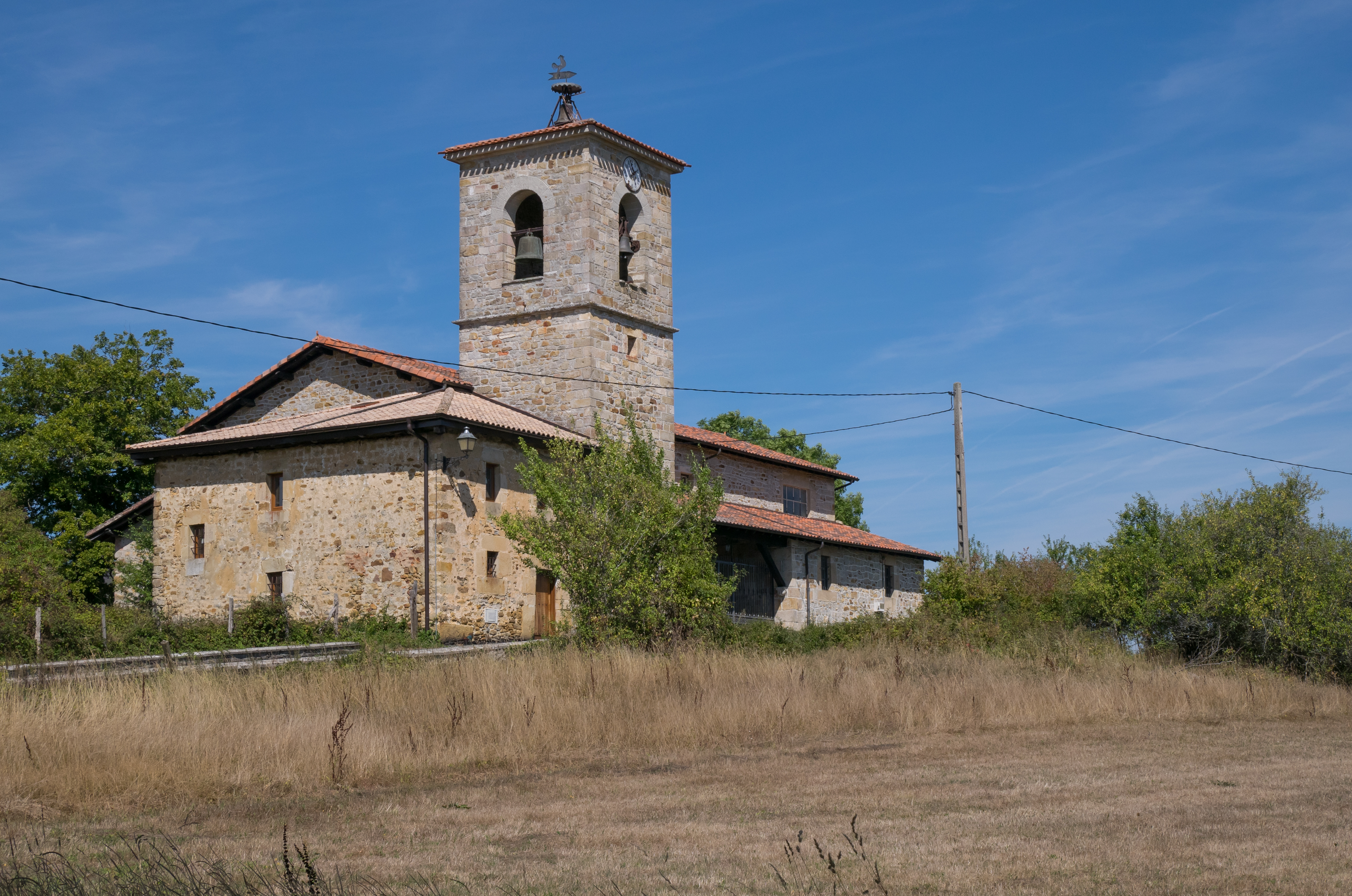
Antoniuskapelle in Murua
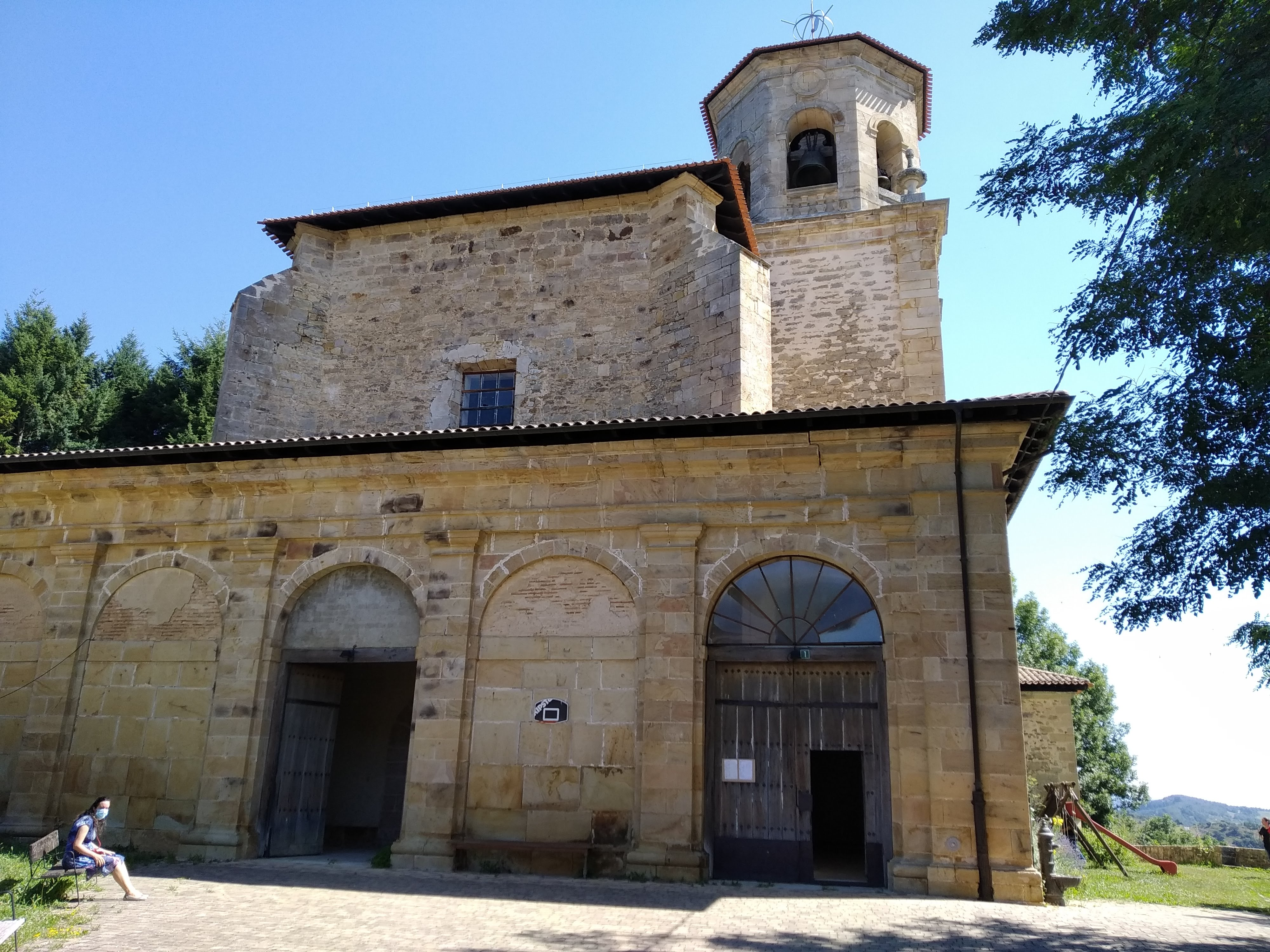
Martinskirche in Maruga